# American School
American School (Loser) è una commedia romantica del 2000 scritta e diretta da Amy Heckerling con protagonisti Jason Biggs e Mena Suvari. Commedia giovanilistica il cui titolo originale, Loser, significa perdente, il titolo American School, usato per la distribuzione italiana, si ricollega ai successi precedenti dei due protagonisti ovvero American Pie e American Beauty.

## Trama
Paul Tannek è un cordiale ragazzo di provincia ammesso alla New York University dopo aver vinto una borsa di studio. Paul, con i suoi modi di fare da provinciale, si sentirà spaesato nella vita frenetica del campus, fatta di belle ragazze e feste. Nonostante i vari problemi, soprattutto con i compagni del dormitorio, Paul si innamora di Dora, una ragazza senza un soldo e innamorata del suo professore di letteratura inglese.

## Cameo
Il film contiene numerosi cameo, Dan Aykroyd appare all'inizio del film nel ruolo del padre di Paul, David Spade interpreta un impiegato al videonoleggio che consiglia un film a Paul, brevi apparizioni anche per i comici Steven Wright e Andy Dick. Il gruppo rock dei Everclear appare quando Paul acquista i biglietti per un loro concerto per far colpo su Dora. Altri cameo sono quello dell'attrice Colleen Camp e di Alan Cumming, quest'ultimo nella parte di se stesso.